# Café Savoy

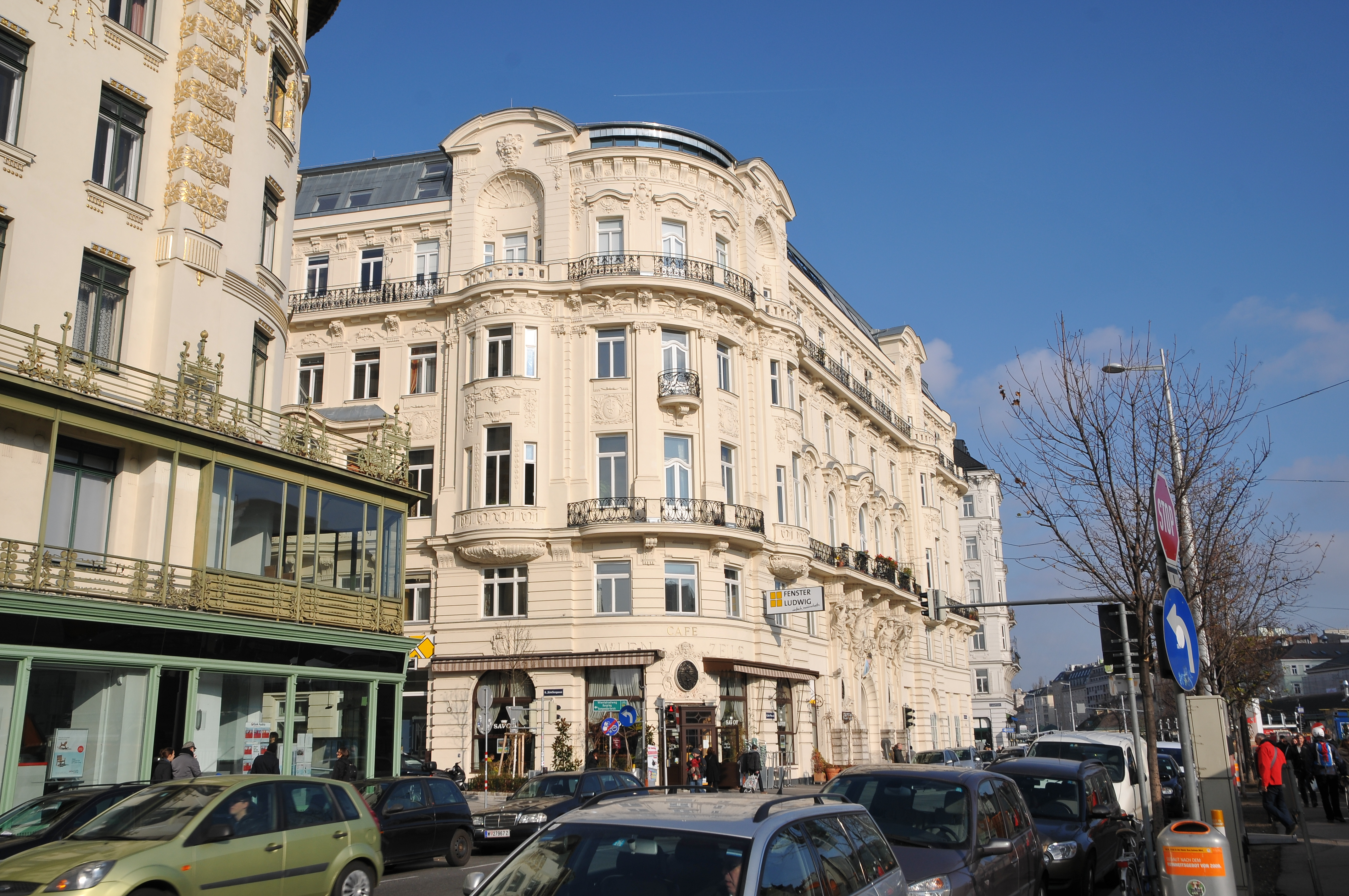
Café Savoy

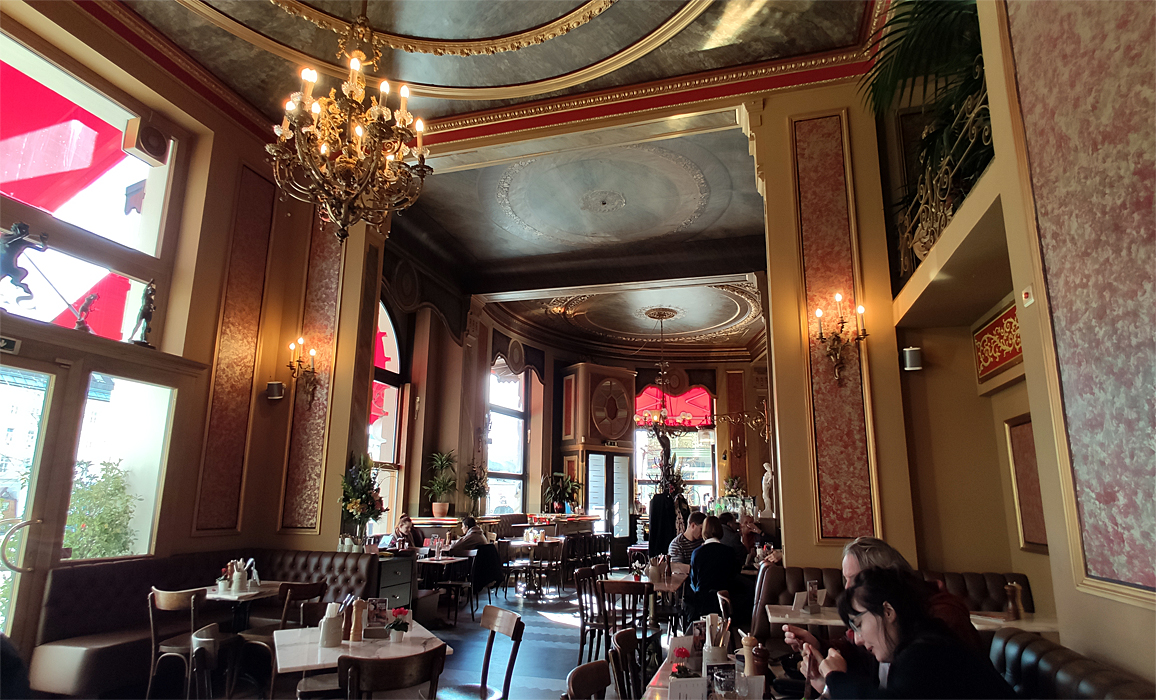
Innenansicht

Das Café Savoy (früher Café Wienzeile) ist ein seit 1896 bestehendes Kaffeehaus und eine Schwulenbar an der Linken Wienzeile in Wien.
Das Gebäude wurde im Auftrag des Textilindustriellen Julius Léon von Wernburg, der 1889 die Liegenschaft erwarb, von dem Architekten Franz von Neumann entworfen und 1896 und 1897 erbaut. Das Café zog in einen Großteil des Erdgeschoßes ein. Es hieß zunächst Café Wienzeile und wurde von der Familie Kuszak gegründet, die auch Kaffeehäuser in Prag und Budapest unterhielten. Die Architektur ist prunkvoll, unter anderem mit zwei großen Spiegeln, die nach jenen im Schloss Versailles die größten aus einem Stück hergestellten Spiegel Europas sein sollen, und einem Luster von Theophil von Hansen.
1983 wurde das Kaffeehaus in Café Savoy umbenannt. 2008 und 2009 wurde es renoviert.